# Association pour la recherche sur l'autisme et la prévention des inadaptations
 (octobre 2022).
L′Association pour la recherche sur l'autisme et la prévention des inadaptations ou ARAPI est une association loi de 1901 française créée en 1983 à Tours, par pression de parents et de professionnels de santé concernés par l'autisme auprès des membres de l'Association au service des inadaptés ayant des troubles de la personnalité (ASITP). 
Gilbert Lelord est à l'origine de cette association, avec Catherine Barthélémy. L'association a pour but de mettre la recherche française au service des personnes et des familles concernées par l'autisme, et de comprendre cette condition pour la soigner. Dès l'origine, l'ARAPI combat la croyance selon laquelle l'autisme est dû à « une défaillance psychologique et affective de la mère », et fait connaître les recherches neurologiques en la matière, notamment en invitant des chercheurs Américains. 
L'ARAPI est à l'initiative d'un colloque international INSERM-CNRS, qui a peu de retentissement médiatique.
Le conseil d'administration de l'ARAPI a pour particularité de se composer à parité de parents et de professionnels de la santé. Le but de l'association est ainsi de permettre aux parents d'autistes de s'associer aux chercheurs en tant que participants à part entière.
L'ARAPI édite un bulletin scientifique bisannuel.